# Ґарднер Бутлбі
Ґарднер Бутлбі (англ. Gardner Boultbee, 23 квітня 1907 — 2 серпня 1980) — канадський яхтсмен.
Бронзовий призер Олімпійських Ігор 1932 року в класі 6 метрів.